# Oggetti non stellari nella costellazione del Reticolo
Principali oggetti non stellari visibili nella costellazione del Reticolo.

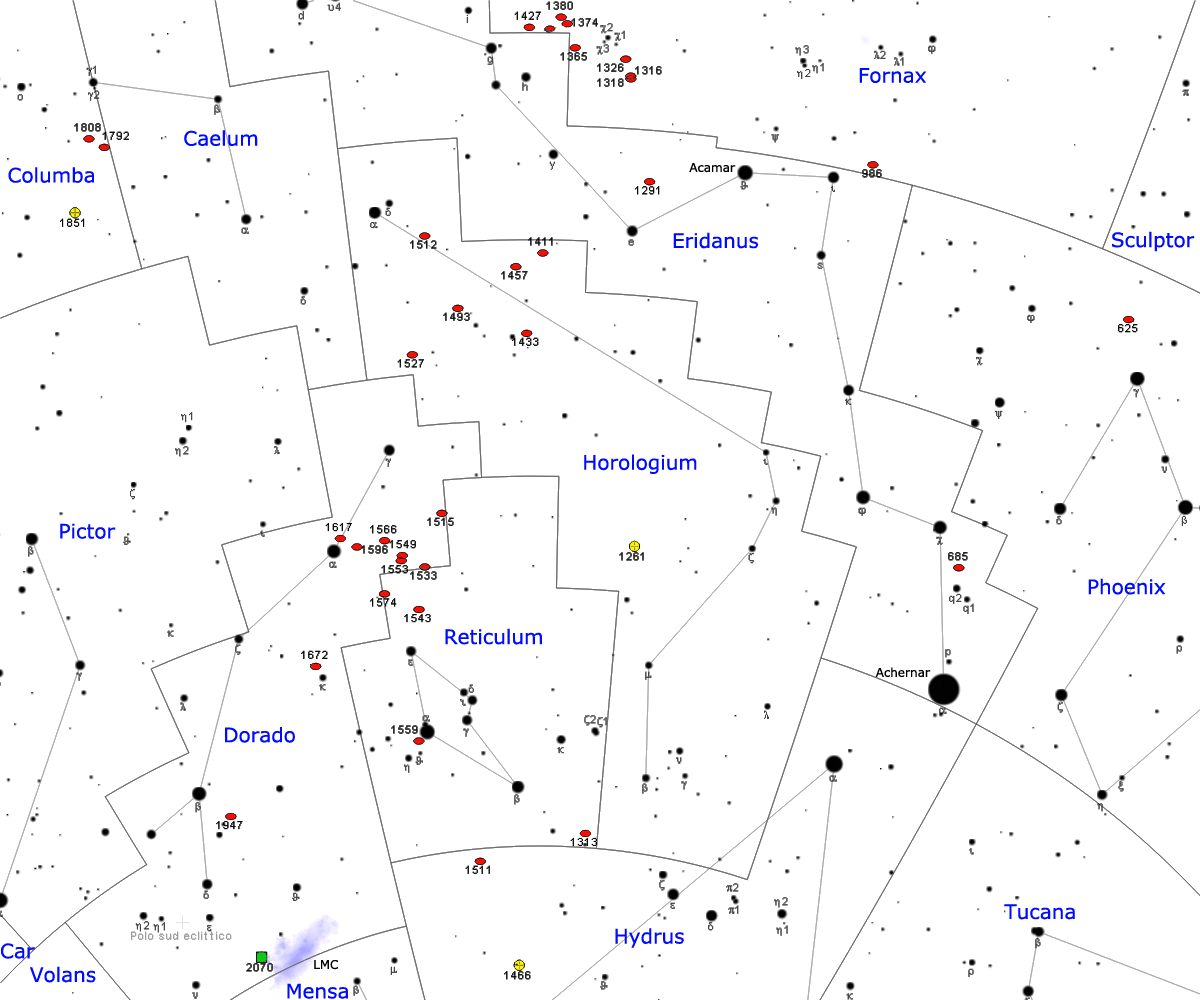
Mappa della costellazione del Reticolo.

## Galassie
- NGC 1313
- NGC 1463
- NGC 1490
- NGC 1503
- NGC 1526
- NGC 1529
- NGC 1534
- NGC 1536
- NGC 1543
- NGC 1559
- NGC 1574
- Galassia Nana del Reticolo II

## Ammassi di Galassie
- Abell 3128
- Abell 3266

## Gruppi di galassie
- Gruppo del Dorado
- Gruppo di ESO 117-19